# Wildpark Neuhaus
Der Wildpark Neuhaus ist ein mitten im Naturpark Solling-Vogler bei Neuhaus im Solling in Südniedersachsen gelegener Wildpark.
Der mit gut 50 Hektar weitläufig angelegte Wildpark ist Teil der durch Mischwald, Wiesen und Bäche charakterisierten Mittelgebirgslandschaft im Solling und zeigt regionaltypische Tiere im natürlichen Lebensraum. Die in einer bewaldeten Hanglage des Sollings entstandene Anlage ist von einer denkmalgeschützten Mauer umrahmt. Der Wildpark grenzt an eine Eichenallee sowie an eine Pferdeweide, deren Geschichte in das 16. Jahrhundert zurückreicht. Heute dient der Wildpark mittels verschiedener Einrichtungen wie Freigehege und Waldmuseum besonders der Umweltbildung. Träger des Wildparks sind die Niedersächsischen Landesforsten, eine Anstalt des öffentlichen Rechts.

## Lage
Der Wildpark liegt am südlichen Ortsrand von Neuhaus an der Bundesstraße 497 Richtung Uslar im Landkreis Holzminden. Die Bundesstraße trägt hier den Namen In der Fahrt. Der Standort befindet sich am westlichen Fuße des Moosberges gegenüber von dem Bachlauf der Dölme in der Nähe der Ahlewiesen und rund 2 km westlich des Hochsollingturms.

## Geschichte

### 16. bis 19. Jahrhundert

#### Entstehung der Pferdeweiden und Trockenmauern
Bereits im 16. Jahrhundert unterhielten Erich I. und sein Sohn Erich II. ein Hengstfüllengestüt in Neuhaus. Seit dem Jahr 1712 befand sich wieder ein Gestüt in Neuhaus: ab 1712 die Alte Studterey, ab 1774–1776 das Neue Gestüt. Das Gestüt in Neuhaus hatte im 18. und 19. Jahrhundert die Aufgabe, nur für den fürstlichen beziehungsweise königlichen Marstall beim Welfenschloss Pferde zu züchten. Damals standen auf den Weiden des Königlich Hannoverschen Gestüts Isabellen in hell- bis dunkelgelber Farbe mit Aalstrich. Tausendsechshundert Taler hatte jeder der von England herübergebrachten Isabellenhengste gekostet. Nach der Annexion des Königreiches Hannover durch das Königreich Preußen im Jahr 1866 unterhielt Preußen in Neuhaus bis zum Jahr 1900 ein Remontedepot zur Zucht von Nachwuchspferden für die Preußische Armee.
Im 18. Jahrhundert und zu Beginn des 19. Jahrhunderts wurden gerodete Flächen für die Pferdehaltung nutzbar gemacht, indem Lesesteine entfernt wurden. Dabei verwendete man die anfallenden Steine für den Bau der Umfassungsmauern für die so entstandenen Weiden des Gestüts. Der Bedarf war aber so groß, dass man vermutlich auch auf die umliegenden Steinbrüche angewiesen war, die bereits im 18. Jahrhundert bestanden. So entstanden Trockenmauern mit rund 10 km Gesamtlänge, eines der längsten Baudenkmale Niedersachsens.
Eine der Weiden wurde Nachtweide genannt und war von der Bruchsteinmauer als Begrenzung eingefasst. Auf der Nachtweide werden seitdem Pferde des Gestütes Hunnesrück gehalten, zudem werden auf angrenzenden Flächen seit 1966 Kühe des Forschungsgutes Relliehausen gehalten. Von der Nachtweide in ihrem ursprünglichen Zustand ist eine photographische Aufnahme erhalten.

„Einzigartig sind die kilometerlangen und bis zu zwei Meter hohen Bruchsteinmauern, die die Weiden einfriedigen und der Landschaft um Neuhaus ein englisches Gepräge verleihen. Vielleicht hat hier die 123 Jahre währende engl.-hannoversche Personalunion (1714–1837) ihren Einfluss ausgeübt. Leider sind diese Umfassungsmauern, die hauptsächlich von den Steinen der urbar gemachten Weideflächen errichtet, aber auch aus den umliegenden Steinbrüchen geholt wurden, zum Teil in den zwanziger Jahren für den Waldwegbau verwendet worden. Heute wird die Bedeutung der Mauern für das Orts- und Landschaftsbild wieder erkannt; verschiedene Teilstücke wurden von ABM-Kräften instandgesetzt, und vor kurzem sind die Einfriedungsmauern der Weiden unter Denkmalschutz gestellt worden.“

#### Entstehung der Eichenallee

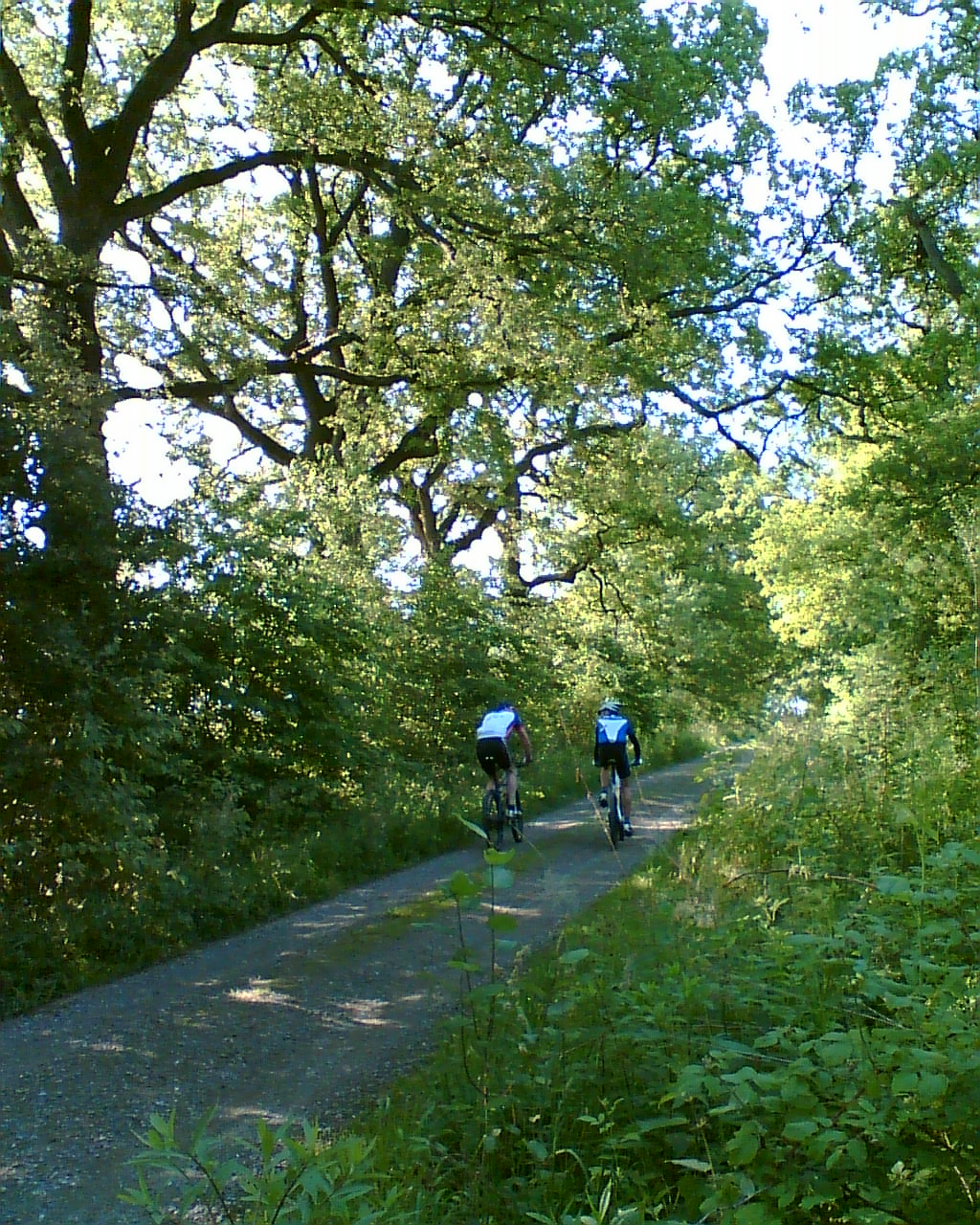
Szene in der Eichenallee

Von Holzminden aus gradlinig über den Solling nach Neuhaus und darüber hinaus Richtung Uslar nach Süden hin zieht sich eine alte Heerstraße. Der Oberjägermeister Johann Georg von Langen, der in braunschweigischen Diensten stand, ließ Mitte des 18. Jahrhunderts die Eichenallee, die Lüchtringer Allee und die Fürstenberger Allee mit Eichen bepflanzen. Am 15. August 1979 wurde ein Denkmal für ihn an der Eichenallee aufgestellt.

### 20. Jahrhundert

#### Gründung des Wildparks
Anfang der 1960er Jahre wurde der Wildpark angelegt. Es befand sich ursprünglich nur in dem Waldgebiet mit den Flurbezeichnungen Sägewurtz Grund und Sägewurtz Berg. Seinerzeit befanden sich dort das Sikawild und die einheimischen Wildarten Rothirsche, Damhirsche, Rehwild, Muffelwild, Wildschweine und Auerwild. Das Waldgebiet liegt unmittelbar südlich der Nachtweide. Der Wildpark Neuhaus wurde am 10. November 1962 fertiggestellt und am 3. Dezember 1962 mit dem Prädikat Fachlich geprüftes Wildgehege eingeweiht. Der Eingang wurde auf die Westseite der Fläche an die B 497 gelegt. Auf der Ostseite und auf der Nordseite wurde der Wildpark mit je einem Nachtausgang ausgestattet. Seit der Einrichtung des Wildparks verbindet die Eichenallee als Fußweg den östlichen Nachtausgang mit dem Ort Neuhaus.

#### Erweiterung der Gehege und Gründung des Waldmuseums
Seit 1979 wurden zwei Steinmarder in den Tierbestand aufgenommen, die damals in einer Voliere gehalten wurden. Später wurde das Wildgehege erweitert, dadurch dass ein Teil der angrenzenden Nachtweide genutzt wurde. Diese Erweiterungsfläche nahm die Gehege für Rotwild, Luchse, Mufflons, das weiße Damwild sowie die Falknerei auf.
Im Jahr 1974 entstand das Waldmuseum Neuhaus, das zunächst über die Lebensgemeinschaft Wald informierte und seit 1991 die komplexen ökologischen Zusammenhänge im Lebensraum Wald darstellt. 1980 eröffneten Erich und Hannelore Stapel das Restaurant Wirtshaus am Wildpark, das nun von der Familie Carsten Macke weitergeführt wird. Nach 1998 wurde die Anlage um das Luchsgehege und das Wolfsgehege erweitert.

### 21. Jahrhundert

#### Gründung der Falknerei, Anbindung des Wildparks und Bau des Wildparkhauses

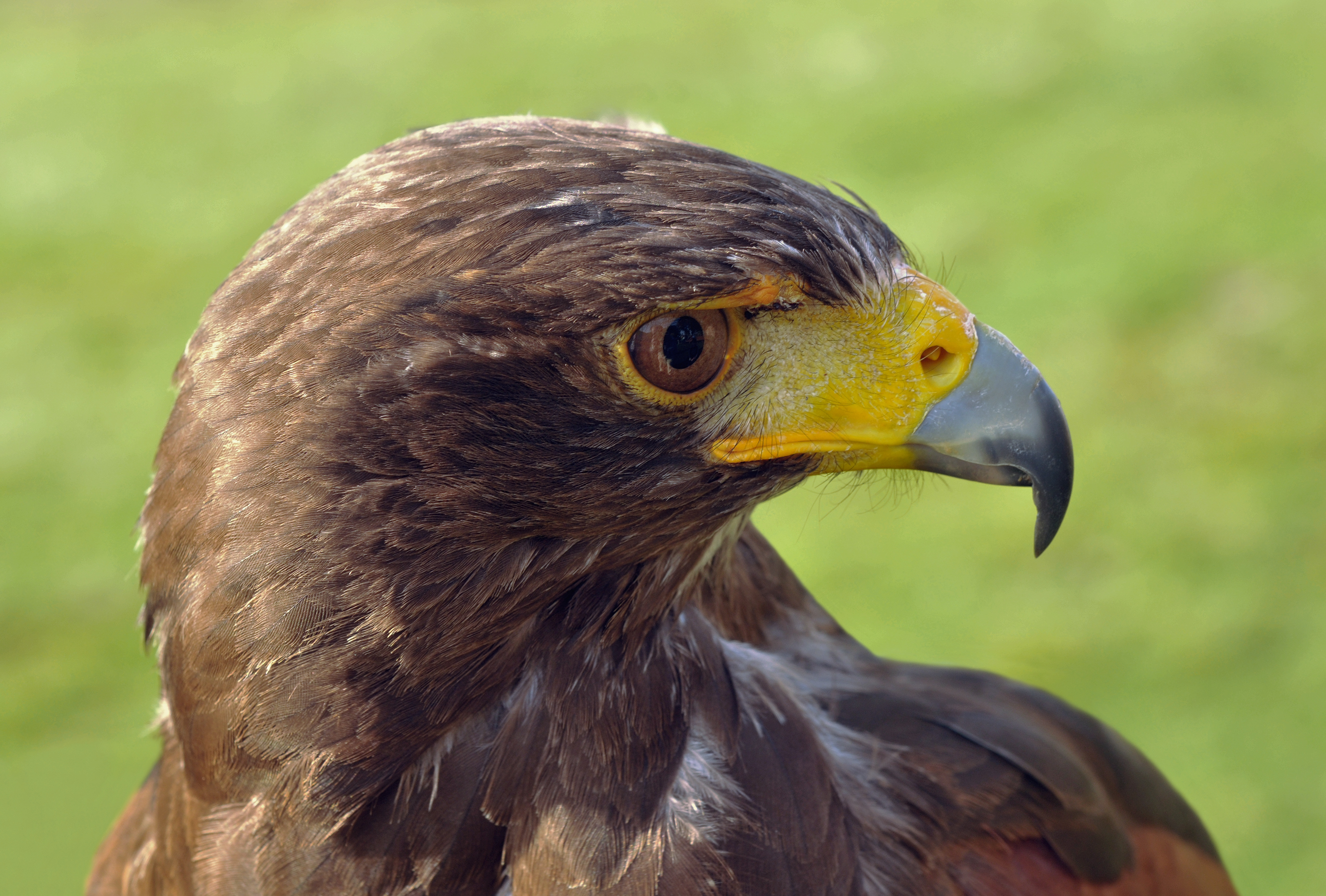
Wüstenbussard in der Falknerei des Wildparks

Mit der Einrichtung der Mountainbikeregion Solling-Vogler 2005 wurde die Eichenallee, die auch als Forstweg genutzt wird, Teil dieses Streckennetzes. Ihr Teilstück zwischen Ortsausgang Neuhaus und dem Nachtausgang des Wildparks ist zugleich ein Abschnitt des Weserberglandweges zwischen Silberborn und Schönhagen. Zudem ist die Eichenallee eine Wegstrecke des Pilgerweges Loccum–Volkenroda.
Im Jahr 2010 wurde in der Nähe des Wildparks ein Hochseilgarten für Jugendliche eröffnet. Im Winter 2011/2012 entstand die Anlage der Falknerei Wildpark Neuhaus mit dem Freifluggelände und den Volieren für die Greifvögel. Die erste Greifvogelschau des Falkners Ludger Kluthausen begann am 1. April 2012.
Neben dem Parkplatz entstand 2012–2013 das neue Wildparkhaus als neues Empfangsgebäude und Tourismuszentrum im modernen Holzdesign gebaut. Standort ist eine zusätzliche Erweiterungsfläche in der Nachtweide. 2013 wurde der Bau einer Radverkehrsanlage zwischen dem Wildpark und dem Ort Neuhaus entlang der B 497 vorgenommen.

## Einrichtungen

### Wildparkhaus

#### Funktion
Das Wildparkhaus dient als Eingang zum Wildpark Neuhaus. Im Eingangsbereich informiert eine Ausstellung über die Lebensräume im Naturpark und über touristische Angebote der Solling-Vogler-Region. Auf rund 660 Quadratmetern sind neben der Wildparkleitung die Tourist-Information Hochsolling und der Naturpark Solling-Vogler mit Ausstellung und Verwaltung zu finden. Ein Kooperationsvertrag regelt die Zusammenarbeit zwischen den Niedersächsischen Landesforsten, der Touristik-Information Hochsolling und dem Zweckverband Naturpark Solling-Vogler. Auch der Gastronomiebetrieb sowie ein Seminarraum für Veranstaltungen zur Natur- und Umweltbildung finden hier ihren Platz.

#### Architektur

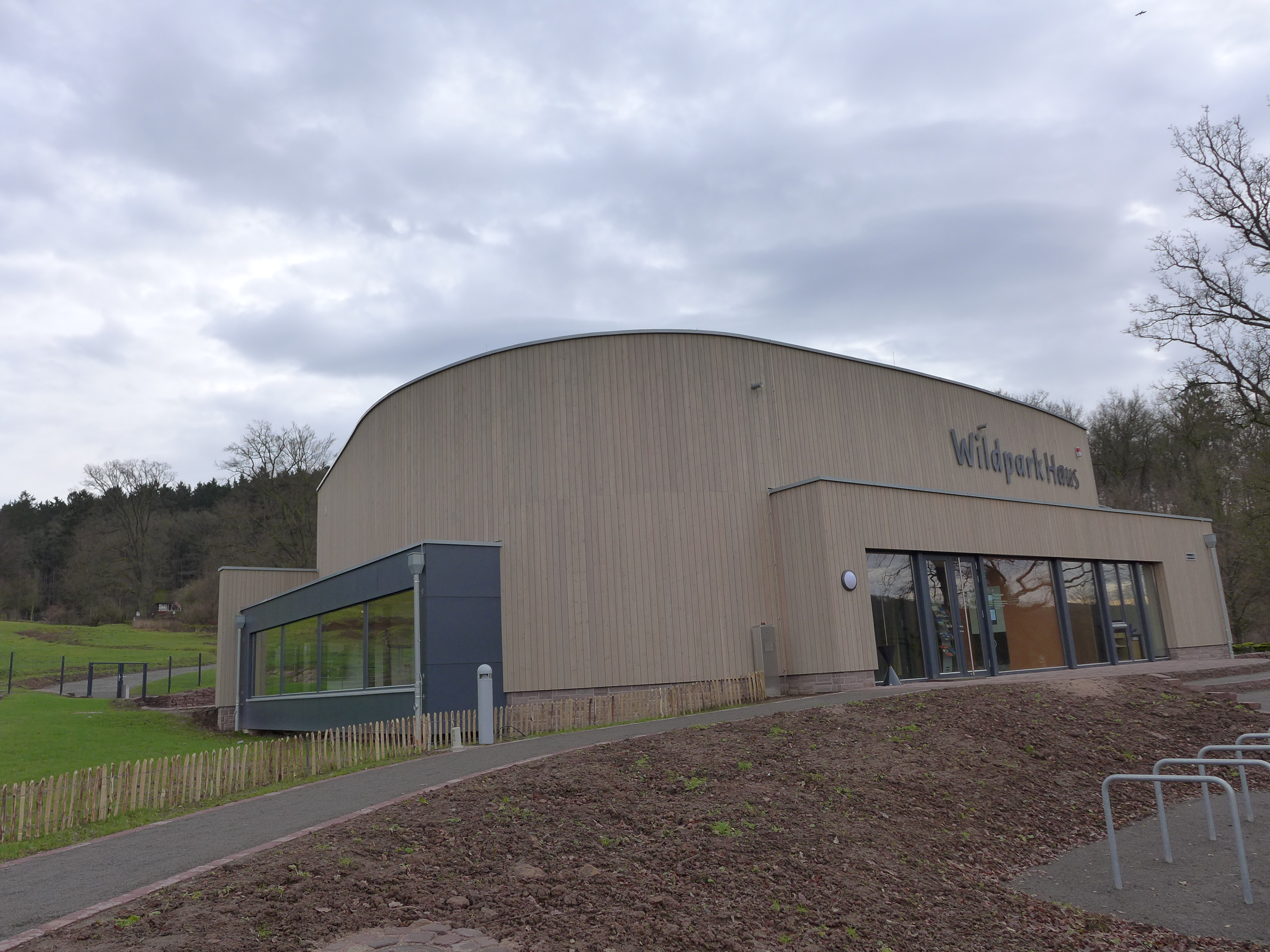
Das Wildparkhaus – das Solling Besucherzentrum

Insgesamt wurden bei dem Neubau über 130 Kubikmeter heimisches Holz verarbeitet. Weithin sichtbar steht das Holzgebäude am Hang zum Wildpark. Es ist ein energiesparendes und umweltfreundliches Bauwerk. Damit greift es den 1713 von Hans Carl von Carlowitz in die Forstwirtschaft eingeführten Begriff der Nachhaltigkeit thematisch auf. Um der Nachhaltigkeit willen sollte damals angesichts einer drohenden Rohstoffkrise nur so viel Holz geschlagen werden, wie durch Aufforstung, Saat und Pflanzung nachwachsen konnte.
Nach dem aus über 20 Bewerbungen ausgewählten Entwurf des Architekturbüros Culturebridge Architects aus Grünstadt erhielt das Wildparkhaus, landschaftlich angepasst und gut sichtbar, im Inneren einen mächtigen Eichenstamm mit den beginnenden Ästen der Baumkrone, der einen halben Meter breit und sechs Meter hoch ist und die gesamte Dachkonstruktion trägt. Ein Expertenteam um den renommierten Rosenheimer Holzbau-Experten Ulrich Grimminger hat in Traglastversuchen die Stabilität dieses heimischen Eichenstammes aus dem Solling nachgewiesen. Die Rundungen der Wände werden im Gebäude als Projektionsflächen genutzt, die dem Besucher den Solling und das Weserbergland multimedial nahebringen. Ein breites Panoramafenster führt den Blick in die Weite der Landschaft und leitet ihn zum Wildpark hin. Eine Haptikwand bringt verschiedene Oberflächen des verarbeiteten Holzes beim Parkett und Furnier bis hin zum Papier. Parallel zu den Einmessungen auf dem Gelände der Nachtweide bei Neuhaus wurde das in Holzrahmenbauweise ausgeführte Gebäude im Werk der Holzbaufirma vorgefertigt. Beheizt wird es mit einer Wärmepumpe und einer Lüftungsanlage mit Wärmerückgewinnung.

„Hauptziel der Gestaltung ist es, zeitlos elegante und gut nutzbare Räumlichkeiten zu schaffen, in denen die Themen Wildpark, Naturpark und Kulturlandschaft Weserbergland optimal zur Geltung kommen. Moderne Eleganz verbindet sich mit dem Blick in eine wunderschöne Natur. Über die Collage von Oberflächen in unterschiedlich bearbeitetem Holz und schlichtem Weiß wird der moderne Hochleistungs-Werkstoff Holz auch in seiner sinnlichen Dimension erfahrbar.“

Rund zwei Millionen Euro, zum großen Teil aus Fördermitteln der Europäischen Union und des Landes Niedersachsen, haben die Niedersächsischen Landesforsten als Bauherr und Betreiber vom Wildpark Neuhaus investiert.
Am Wildparkhaus entstehen außerdem ein zweiter Parkplatz, eine Streichelwiese mit Ziegen und der neue Zugang zum Wildpark mit einer besseren Zuwegung.

### Gehege
Der Schwerpunkt des Wildparks liegt bei dem scheuen Rotwild; sein Gehege erstreckt sich über die Hälfte des Wildparks. Fünf Aussichtsplattformen ermöglichen bei den Gehegen für Damwild, weißes Damwild, Luchse, Mufflons, Rotwild und Wölfe einen Überblick.
Die Kleintierschau stammt aus der Gründungszeit vor sechzig Jahren, als die Volierenhaltung von Wildvögeln, kleinen Wildtieren und Wildkatzen hinter einer engmaschigen Vergitterung üblicher Standard war, was das Fotografieren dieser seltenen Tiere unmöglich machte. Dies ist ebenso der Fall bei der mit Natursteinen gestalteten Unterbringung der Wildkatzen, die durch die Vergitterung beeinträchtigt wird.
An dem Rundweg, der um das Gelände führt, stehen die Volieren und die weiträumigen Gehege der Wildtiere inmitten einer beeindruckenden Waldlandschaft. Auf der Höhe des Rundweges liegen oben im Rotwildgehege die Anlagen der Falknerei. Bei der Greifvogelschau hat man einen Ausblick über den Hang der Bergwiese hinab zu dem bewaldeten Solling.

### Wege und Anlagen
Vom geräumigen Parkplatz an der B 497 führt bisher ein befestigter Fußgängerweg zum Eingang des Wildparks. Dieser Weg ist stark ansteigend, da er auf dreihundert Meter Länge einen Höhenunterschied von fünfunddreißig Metern überwindet. Der Weg führt an der historischen Bruchsteinmauer entlang.
Am jetzigen Parkeingang befindet sich zurzeit noch das Restaurant Wirtshaus am Wildpark mit gut bürgerlicher Küche und (außerhalb des Parkes) die einzige Toilettenanlage des Wildparks. Vom Park her gesehen liegt der nördliche Nachtausgang zum Parkplatz etwa zehn Meter rechts vom Restaurant an einem abschüssigen Weg. Wildpark und Wege sind unbeleuchtet, um das natürliche Umfeld für die Tiere zu erhalten. In der Nähe des Eingangs befindet sich auch der Spielplatz.
Der Wildpark ist ganzjährig geöffnet. Die Mitnahme von Hunden in den Wildpark ist nicht gestattet. Tägliche Führungen werden nicht angeboten, sie sind nur nach Vereinbarung möglich.
Der Wildpark ist umgeben von einem zweieinhalb Kilometer langen befestigten Rundweg, der links vom Eingang stark und rechts vom Eingang langsam ansteigt und dabei einen Höhenunterschied von fünfundachtzig Metern bis zur Kuppe des Wildparks überwindet. Für den Fall von Gewittern und Starkregen gibt es am Rundweg als mögliche Unterstände drei Schutzhütten und einige holzgebaute Schleusen zwischen Wildgehegen. Auf der Karte ist ein zusätzlicher Weg vom Wolfsgehege zum Wildschweingehege eingetragen; dort befindet sich aber kein Weg, sondern ein seitlich von hohen Drahtzäunen begrenzter lichter Wald, der durchquert werden kann. Der Rundweg wird hier von der alten Bruchsteinmauer begrenzt; in der Nähe befindet sich auch der östliche Nachtausgang. (Stand: Oktober 2012)

### Falknerei Wildpark Neuhaus

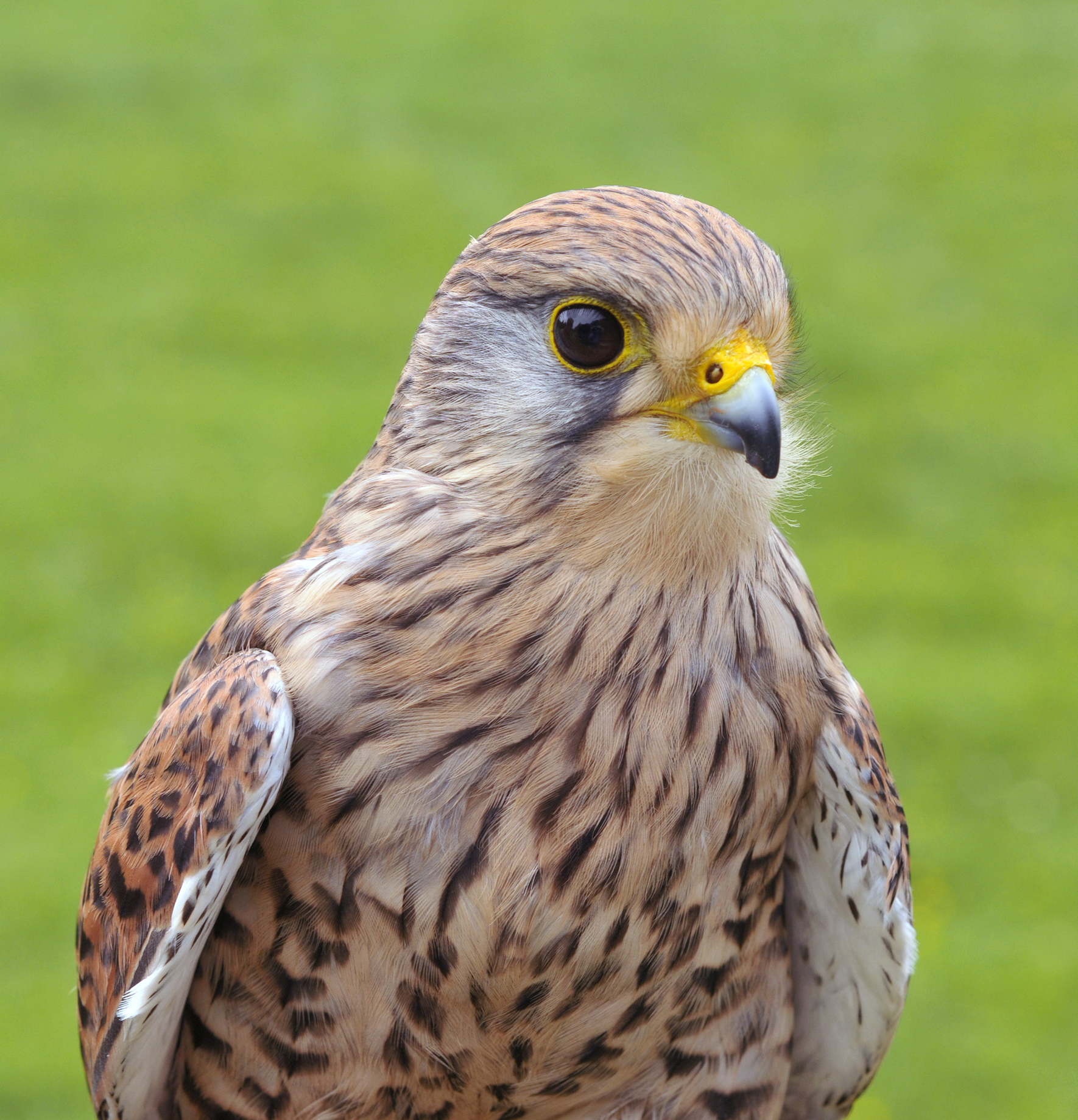
Turmfalke in der Falknerei vom Wildpark Neuhaus

Die Falknerei Wildpark Neuhaus wurde am 1. April 2012 eröffnet. Der Falkner erwarb seinen Falknerjagdschein im Jahre 1972 und ist im Wildpark Neuhaus von den Niedersächsischen Landesforsten als Falkner angestellt. Die zur Falknerei gehörenden Gebäude und Greifvögel sind sein Eigentum. Außerdem betreibt der Falkner im Naturpark Kellerwald-Edersee die Greifenwarte Wildpark Edersee und im Geopark Vulkanland Eifel den Adler- und Wolfspark Kasselburg.
Die Falknerei liegt am Rundweg oberhalb des Rotwildgeheges. Die Greifvogelschau findet im Sommerhalbjahr zweimal täglich statt. Bei der Greifvogelschau haben die Zuschauer einen Blick über den nach unten geneigten Hang der Bergwiese hinab zum bewaldeten Solling. Diese Aussicht ist vor allem im Goldenen Oktober bei der Herbstfärbung der Wälder des Sollings reizvoll.
Vögel der Falknerei
| - Harris Hawk - Luggerfalke - Rotmilan - Schwarzmilan | - Schleiereule - Turmfalke - Uhu - Weißkopfseeadler |

## Tiere und Pflanzen (Auswahl)
| - Auerhuhn - Bergwiese - Birkhuhn - Damhirsch - Eichhörnchen - Jagdfasan - Rotfuchs - Feldhase | - Marderhund - Mufflon - Mischwald - Rotwild - Waschbär - Wildkatze - Wildschwein |

Außerdem lassen sich in großen Volieren Europäische Wachteln und die aus deutschen Landzwerghühnern sowie dem Bankiva- und Sonnerathuhn gezüchtete nunmehr „Deutsches Buschhuhn“ genannte Rasse beobachten.

## Erhaltungszucht
Eine weitere wesentliche Aufgabe des Wildparks Neuhaus besteht darin, das Überleben gefährdeter Tierpopulationen durch Erhaltungszucht und durch Abgabe geeigneter Tiere an Wiederansiedlungsprojekte zu sichern. Der Wildpark Neuhaus ist Kooperationspartner des Luchsprojektes Harz. Das Niedersächsische Ministerium für Ernährung, Landwirtschaft, Verbraucherschutz und Landesentwicklung, das Niedersächsische Ministerium für Umwelt, Energie und Klimaschutz und die Landesjägerschaft Niedersachsen e.V. haben im Herbst 1999 die Wiederansiedlung des Luchses im Nationalpark Harz beschlossen. Schrittweise werden Luchse in einem versteckten Auswilderungsgehege im Nationalpark Harz auf ein natürliches Leben vorbereitet und von dort aus schließlich in die Freiheit entlassen. Sie sollen sich vom Harz aus weiter ausbreiten und so als Sympathieträger für ein neues Naturverständnis werben. Der Wildpark Neuhaus unterstützt daher das Projekt durch die kostenlose Bereitstellung geeigneter Luchse.

## Forschungsprojekte
Seit 1966 gehörte die östliche Umgebung des Wildparks zum Forschungsgegenstand des Solling-Projektes, das auch als Dachprojekt bekannt wurde. Nördlich des Wildparks beitreibt die Universität Göttingen ein Dauerexperiment zur Wetterkunde.
Im Wildpark erforscht die Fakultät für Forstwissenschaften und Waldökologie der Universität Göttingen die Lebensgewohnheiten und Krankheiten des Rotwildes. Die Niedersächsische Forstliche Versuchsanstalt führt einen genetischen Großversuch mit 25 Arten der Japanische Lärche durch. Die Samen, aus denen die 1960 hier gepflanzten Bäume gezogen wurden, stammen aus Japan. Die Versuchsfläche mit den Lärchen steht mit einer Informationstafel am oberen Teil des Rundweges. Markierte weiße Ringe an Stämmen der Lärchen in 1,3 Meter Höhe sind Messpunkte für den Durchmesser der Stämme. Zur Beurteilung des Wuchsverhaltens werden für jeden Baum in regelmäßigen Zeitabständen Messdaten erhoben und für die Analyse der Befunde bis zu seiner Fällung in Protokollen registriert.